# Алонсо де Ареляно
Алонсо де Ареляно (на испански: Alonso de Arellano) (неизв. – 30 януари 1566) е испански мореплавател и пътешественик-изследовател.

## Експедиционна дейност (1556 – 1566)
Когато през 1556 г. на испанския престол се възкачва крал Филип II възниква въпросът за завладяването и колонизирането на Филипинските о-ви, дотогава все още ничия земя. През 1559 започва организация на експедицията. С кралски указ е назначен за неин ръководител Мигел Лопес Легаспи. За близо пет години са оборудвани пет кораба с множество моряци и 500 войници, с които Легаспи се надява да успее да завладее Филипините. Легаспи назначава за главен кормчия на флотилията Андрес де Урданета, а за капитани на останалите кораби са назначени Алонсо де Ареляно и Фелипе де Салседо.
На 21 ноември 1564 г. експедицията отплава от Акапулко на запад. На 1 декември най-малкия от петте кораба „Сан Лукас“, командван от Алонсо де Ареляно с кормчия Лопе Мартин, изостава от ескадрата и самостоятелно достига до Филипините на 14 февруари 1565, като изпреварва флотилията. По пътя през януари 1565 г. в Маршаловите о-ви испанците откриват атола Либ (0,4 км2, 8°19′ с. ш. 167°25′ и. д. / 8.316667° с. ш. 167.416667° и. д.), а след това в Каролинските острови – атола Оролук (0,13 2, 7°31′ с. ш. 155°18′ и. д. / 7.516667° с. ш. 155.3° и. д.), островите Чуюк (Трук, 99,87 км2, 7°24′ с. ш. 151°47′ и. д. / 7.4° с. ш. 151.783333° и. д.), атолите Нгулу (0,4 км2, 8°27′ с. ш. 137°29′ и. д. / 8.45° с. ш. 137.483333° и. д.), Сорол (0,93 км2, 8°08′ с. ш. 140°23′ и. д. / 8.133333° с. ш. 140.383333° и. д.), Неох (21,5 км2, 7°03′ с. ш. 151°55′ и. д. / 7.05° с. ш. 151.916667° и. д.) и Пулап (0,1 км2, 7°35′ с. ш. 149°25′ и. д. / 7.583333° с. ш. 149.416667° и. д.) и рифа Минто (8°06′ с. ш. 154°17′ и. д. / 8.1° с. ш. 154.283333° и. д.)
На обратния път от 22 април до 16 юли 1565 пръв пресича Тихия океан от запад на изток, като се „изкачва“ до 43º с.ш., където духат постоянни западни ветрове. От Филипините Ареляно и Мартин поемат на север-североизток и на около 40° с.ш. попадат на попътното течение Куросио, което ги пренася в района на устойчивите западни ветрове. Без всякакви произшествия двамата пресичат от запад на изток Тихия океан и на 16 юли достигат бреговете на Калифорния, а на 9 август се завръщат в Акапулко.
През 1566 година Ареляно отново се отправя към Филипините, но по пътя екипажът на кораба вдига бунт и Ареляно е убит на 30 януари.